# 비르테 키에르
비르테 키에르(Birthe Kjær, 1948년 9월 1일 ~ )는 덴마크의 가수이다. 유로비전 송 콘테스트 1989에서 덴마크 대표로 참가했다.